# Nobiltà albanese
La nobiltà albanese comprende tutti gli individui e le famiglie riconosciute dall'Albania come membri della classe aristocratica, ovvero godenti di privilegi ereditari.

## Storia
La nobiltà albanese era composta da proprietari terrieri di vaste aree, spesso alleati di altri stati come l'Impero bizantino, alcuni stati serbi, la Repubblica di Venezia, l'Impero ottomano ed il Regno di Napoli oltre ad alcuni Principati albanesi. I diversi aristocratici utilizzavano quindi titoli di derivazione bizantina, latina o slava, come sebastokrator, despot, dux, conte e zupan.

## Impero bizantino
La Famiglia Muzaka fu tra le prime leali all'Impero bizantino. Per la loro lealtà a Bisanzio, il capofamiglia Andrea II Muzaka ottenne il titolo di despota nel 1335, mentre altri Muzaka continuarono a fare carriera nell'amministrazione bizantina a Costantinopoli.

## Principato di Arbanon
Il primo stato albanese nel medioevo era governato dalla famiglia Progoni e si estendeva dal fiume Drin sino al lago di Ocrida a sud. Nelle fonti cattoliche, i suoi governanti divennero noti col titolo di "giudici", mentre i bizantini li indicavano come arconti e panhypersebastos, di tradizione greca.

## Regno di Serbia
Quando Durazzo venne catturata al Regno di Serbia, Stefano Uroš II Milutin ottenne il titolo di re d'Albania mentre il suo governo venne riconosciuto dai nobili locali presso Durazzo. Diversi nobili albanesi ebbero all'epoca titoli come župan, voivoda o kaznac.

## Impero serbo
La nobiltà albanese venne inclusa anche nel sistema feudale dell'Impero serbo senza alcuna discriminazione e nelle istituzioni di governo dove gli arconti albanesi avevano i medesimi diritti della Nobiltà serba. Stefano Uroš IV Dušan intendeva con queste disposizioni ottenere il supporto della nobiltà albanese confermando i privilegi Kruje dell'Impero bizantino.

## Impero ottomano
Un punto decisivo per le relazioni tra la nobiltà albanese e l'Impero ottomano fu la Battaglia di Savra del 1385. Dopo questo scontro i nobili divennero vassalli dell'Impero ottomano.
La nobiltà albanese non combatté compatta contro gli ottomani come l'aristocrazia serba o bulgara, ma rimase forte di piccoli governanti indipendenti. Gli ottomani dal canto loco, definiti "brutali e crudeli" da serbi e bulgari, si dimostrarono concilianti con la nobiltà albanese.
Quando l'Albania divenne parte dell'Impero ottomano, essa venne divisa in sangiaccati con numerosi timars. Molti membri della nobiltà albanese ottennero alte posizioni nell'amministrazione ottomana come Skanderbeg e Ballaban Badera che furono entrambi sangiacchi. Molti membri della nobiltà albanese furono timarioti ottomani. Con l'implementazione del sistema Timar, la nobiltà albanese venne assorbita dalla classe militare ottomana per non più di due generazioni. Adottarono quindi titoli ottomani come aga, bey o pascià.

## Repubblica di Venezia
Durante il periodo di crisi dell'Impero ottomano dopo la battaglia di Ancyra del 1402, molti vassalli ottomani dell'Albania come Gjon Kastrioti, Niketas Thopia e Nicola Zaccaria, riconobbero la sovranità veneziana sui loro territori. Numerosi membri delle famiglie albanesi furono infatti pronoi dei veneziani. Molti nobili albanesi combatterono contro Skanderbeg con le forze veneziane durante la guerra veneziano-albanese.

## Regno di Napoli
Nel 1451, molti nobili albanesi divennero vassalli del Regno di Napoli. Il primo di questi fu Skanderbeg che siglò il Trattato di Gaeta il 26 marzo 1451 e dopo lui fecero lo stesso altri personaggi influenti dell'Albania dell'epoca come Giorgio Araniti, Ghin Musachi, George Stresi Balsha, Pietro Spani, Pal Dukagjini, Thopia Musachi, Pietro di Himara, Simon Zanebisha e Carlo Toco. Skanderbeg per sottostare alle obbligazioni prese venne costretto ad inviare forze in Italia per supportare Ferdinando I di Napoli nella sua battaglia contro la dinastia degli Angioini. In cambio, il regno di Napoli provvide finanziamenti e provviste militari ai suoi vassalli in Albania e mantenne una guarnigione permanente a Kruje.

## La religione e la lingua
La religione della nobiltà albanese dipendeva da regione a regione. Sino alla fine del XIV secolo, la nobiltà albanese era completamente cristiana (cattolica, di rito latino o bizantino, o ortodossa). Dopo la Battaglia di Savra del 1385 quando gran parte della nobilà locale divenne vassalla dell'Impero ottomano quasi tutti gli aristocratici si convertirono all'Islam. Alla fine del XVII secolo, la nobiltà albanese poteva ormai dirsi completamente islamizzata.
La lingua ufficiale delle classi aristocratiche durante il periodo medievale erano il greco antico e il latino, e solo successivamente lo slavo.

## Tentativi di restaurazione
Un tentativo di restaurare la monarchia in Albania venne fatto nel 1997 ma venne rigettato dai due terzi dei votanti al referendum tenutosi in quell'anno. Ancora oggi l'Albania accoglie nella propria società i membri delle antiche famiglie nobili ed i loro discendenti, senza ad ogni modo che essi abbiano specifici privilegi.

## Famiglie nobili albanesi
Sono qui riportate alcune tra le più note ed influenti famiglie nobili albanesi:
- Arianiti
- Balshaj
- Bushati
- Dukagjini
- Frashëri
- Gropa
- Hitaj
- Castriota
- Köprülü[36]
- Mataranga
- Mjeda
- Muzaka
- Thopia
- Zaharia
- Zogu